# Frank Hübner
Frank Hübner (Lüdenscheid, 16 de outubro de 1950) é um velejador alemão.

## Carreira
Frank Hübner representou seu país nos Jogos Olímpicos de 1976, no qual conquistou a medalha de ouro na classe  470.